# Fauquembergues
Fauquembergues és un municipi francès situat al departament del Pas de Calais i a la regió dels Alts de França. L'any 2007 tenia 962 habitants.

## Demografia

### Població
El 2007 la població de fet de Fauquembergues era de 962 persones. Hi havia 351 famílies de les quals 97 eren unipersonals (32 homes vivint sols i 65 dones vivint soles), 109 parelles sense fills, 113 parelles amb fills i 32 famílies monoparentals amb fills.
La població ha evolucionat segons el següent gràfic:
Habitants censats

### Habitatges
El 2007 hi havia 401 habitatges, 378 eren l'habitatge principal de la família, 8 eren segones residències i 15 estaven desocupats. 337 eren cases i 64 eren apartaments. Dels 378 habitatges principals, 211 estaven ocupats pels seus propietaris, 152 estaven llogats i ocupats pels llogaters i 15 estaven cedits a títol gratuït; 18 tenien una cambra, 16 en tenien dues, 38 en tenien tres, 80 en tenien quatre i 225 en tenien cinc o més. 232 habitatges disposaven pel capbaix d'una plaça de pàrquing. A 191 habitatges hi havia un automòbil i a 98 n'hi havia dos o més.

### Piràmide de població
La piràmide de població per edats i sexe el 2009 era:
| Homes | Edats   | Dones |
| ----- | ------- | ----- |
| 0     | 95 o +  | 0     |
| 0     | 90 a 94 | 16    |
| 16    | 85 a 89 | 12    |
| 4     | 80 a 84 | 24    |
| 8     | 75 a 79 | 20    |
| 16    | 70 a 74 | 28    |
| 24    | 65 a 69 | 8     |
| 24    | 60 a 64 | 36    |
| 20    | 55 a 59 | 16    |
| 20    | 50 a 54 | 8     |
| 32    | 45 a 49 | 28    |
| 32    | 40 a 44 | 20    |
| 28    | 35 a 39 | 52    |
| 16    | 30 a 34 | 24    |
| 36    | 25 a 29 | 20    |
| 24    | 20 a 24 | 24    |
| 20    | 15 a 19 | 28    |
| 36    | 10 a 14 | 52    |
| 40    | 5 a 9   | 32    |
| 20    | 0 a 4   | 20    |

## Economia
El 2007 la població en edat de treballar era de 564 persones, 413 eren actives i 151 eren inactives. De les 413 persones actives 340 estaven ocupades (199 homes i 141 dones) i 74 estaven aturades (22 homes i 52 dones). De les 151 persones inactives 35 estaven jubilades, 62 estaven estudiant i 54 estaven classificades com a «altres inactius».

### Ingressos
El 2009 a Fauquembergues hi havia 375 unitats fiscals que integraven 986 persones, la mediana anual d'ingressos fiscals per persona era de 13.106 €.

### Activitats econòmiques
Dels 80 establiments que hi havia el 2007, 1 era d'una empresa extractiva, 1 d'una empresa alimentària, 1 d'una empresa de fabricació d'altres productes industrials, 6 d'empreses de construcció, 19 d'empreses de comerç i reparació d'automòbils, 3 d'empreses de transport, 5 d'empreses d'hostatgeria i restauració, 5 d'empreses financeres, 3 d'empreses immobiliàries, 8 d'empreses de serveis, 21 d'entitats de l'administració pública i 7 d'empreses classificades com a «altres activitats de serveis».
Dels 19 establiments de servei als particulars que hi havia el 2009, 1 era una oficina d'administració d'Hisenda pública, 1 gendarmeria, 1 oficina de correu, 2 oficines bancàries, 2 tallers de reparació d'automòbils i de material agrícola, 4 lampisteries, 2 empreses de construcció, 2 perruqueries, 1 veterinari i 3 restaurants.
Dels 10 establiments comercials que hi havia el 2009, 1 era un hipermercat, 1 una botiga de menys de 120 m², 1 una fleca, 1 una peixateria, 3 botigues de roba, 1 una botiga de mobles, 1 una botiga de material esportiu i 1 una joieria.
L'any 2000 a Fauquembergues hi havia 12 explotacions agrícoles que ocupaven un total de 549 hectàrees.

## Equipaments sanitaris i escolars
El 2009 hi havia 1 farmàcia i 2 ambulàncies.
El 2009 hi havia una escola elemental. Fauquembergues disposava d'un col·legi d'educació secundària amb 259 alumnes.

## Poblacions més properes
El següent diagrama mostra les poblacions més properes.